# Sutiã de aleitamento materno

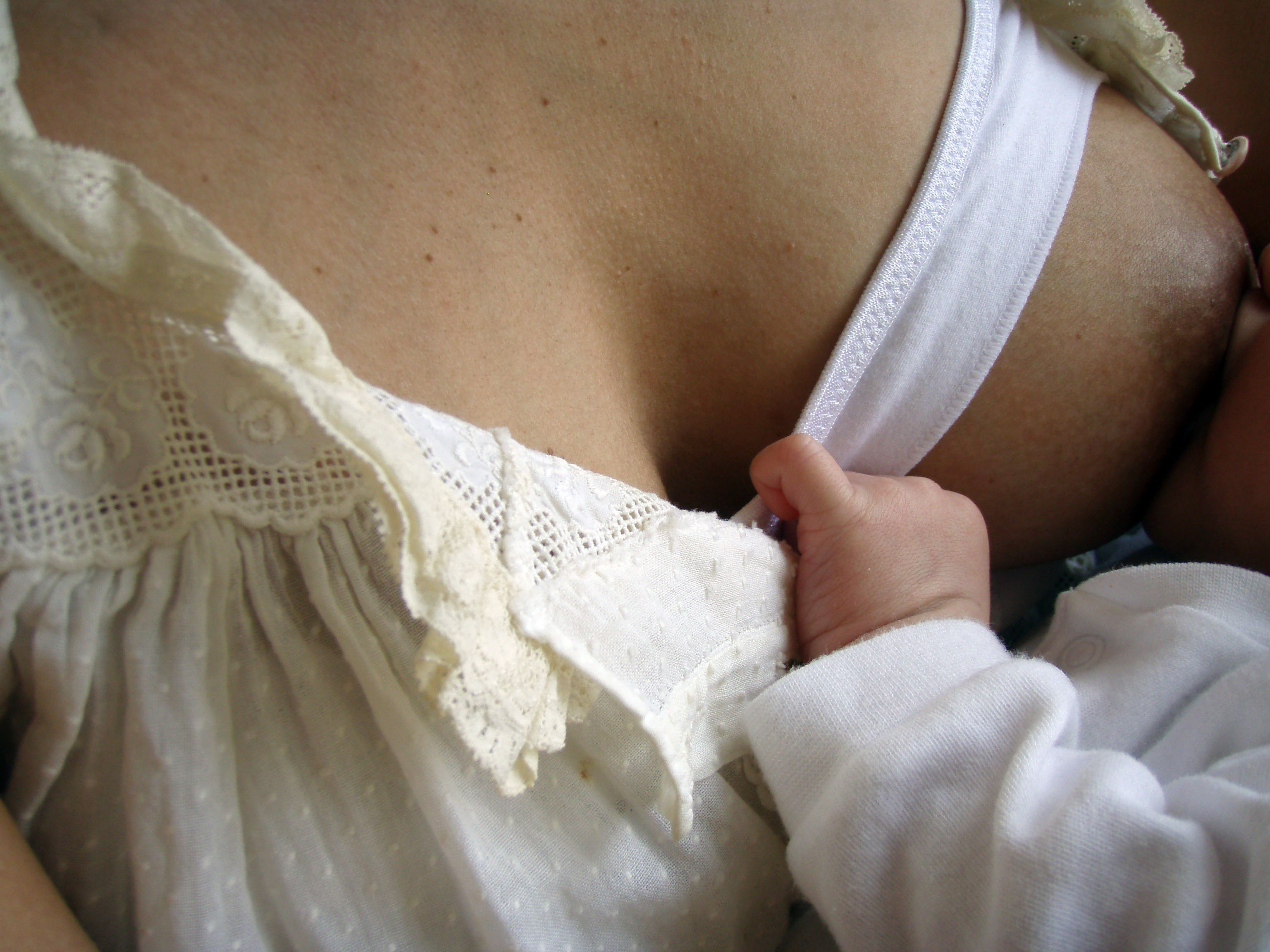
Sutiã de aleitamento materno

O sutiã de aleitamento materno é um tipo de sutiã (prenda de lingerie feminina) recomendado e utilizado habitualmente pelas mulheres em período de aleitamento materno.
A diferença fundamental entre um sutiã de aleitamento materno e um sutiã normal consiste em que a taça do primeiro possui um sistema de abertura, geralmente mediante um sistema de pinça, que permite deixar a mama descoberta para que o bebê possa acessar o mamilo sem a necessidade de retirar-se o sutiã.
O sutiã de aleitamento materno facilita à mãe a tarefa de amamentar seu bebê em qualquer lugar com muito mais comodidade.